# Канков
Виногра́довский за́мок (другие название — за́мок Ка́нков, Угочанский замок) — несохранившийся замок, который был расположен у подножия Чёрной Горы, возвышающейся над городом Виноградов (Закарпатская область Украины). 

## Описание
Длина замка 50 метров, ширина — 44,6 метров. Замок имел форму четырехугольника с массивными квадратными башнями на углах.
До настоящего времени здание дошло очень разрушенным, его разрушение продолжается и поныне, в том числе местными жителями. Сохранились лишь два фрагмента замка, отовсюду окруженные приусадебными участками и виноградниками. Вне стен крепость располагаются руины православной замковой часовни, через 50 метров далее — руины францисканского монастыря XVII века, а в 650 метрах ходьбы — дворец графа Жигмонда Переньи.

## История
Впервые замок упоминается в анонимной венгерской хронике 903 года в связи с приходом венгров в Тисо-Дунайскую низменность. В то время он был укрепленным городищем местного славянского вождя.
В XI веке, в связи с присоединением этой части Закарпатья в состав Венгерского королевства, на этом месте был построен замок местного феодала. В начале XIV века его владелец оказался в феодальной коалиции, выступившей против Карла Роберта. Вследствие штурма королевскими войсками замок значительно пострадал. Венгерский король приказал восстановить его, после чего подарил королеве Марии.
С 1399 года замок Канков находится во владении барона Переньи, который передает его монахам — францисканцам, что превратили его в монастырь. На месте деревянного укрепления возводят каменную крепость.
В период Реформации потомок Перени стал протестантом и выгнал католических священников из своих владений. В 1556 году он захватил францисканский монастырь. Монахов, которые сопротивлялись, феодал приказал убить, а тела жертв были брошены в замковий колодец. Против Переньи был послан отряд императорских войск под командованием Телекеши, который штурмом взял и разрушил замок в 1557 году. Это событие нашло своё место в устном народном творчестве, породив множество легенд и преданий.
Окончательно замок был разрушен в последней трети XVI века по приказу австрийской императорской власти, которая в это время вела активную борьбу против венгерского дворянства.

## Сегодняшнее состояние
Сегодня Канков представляет из себя фрагменты стен, 3 башен и очертания стен внутренних зданий. В рамках проекта "Солевой путь Закарпатья" в восточной части, рядом с полностью уничтоженной башней установлена мини-скульптура "Солекоп", изображающая пожилого мужчину в гуцульском наряде, сидящим на 3 мешках горной соли.
Возле часовни замка ранее была прозрачная таблица, показывающая, как выглядела одна из башен и внутреннее помещение до превращения в руины. Однако, в связи с отсутствием какой-либо охраны, на момент января 2024 от таблицы остался лишь железный каркас.

## Галерея

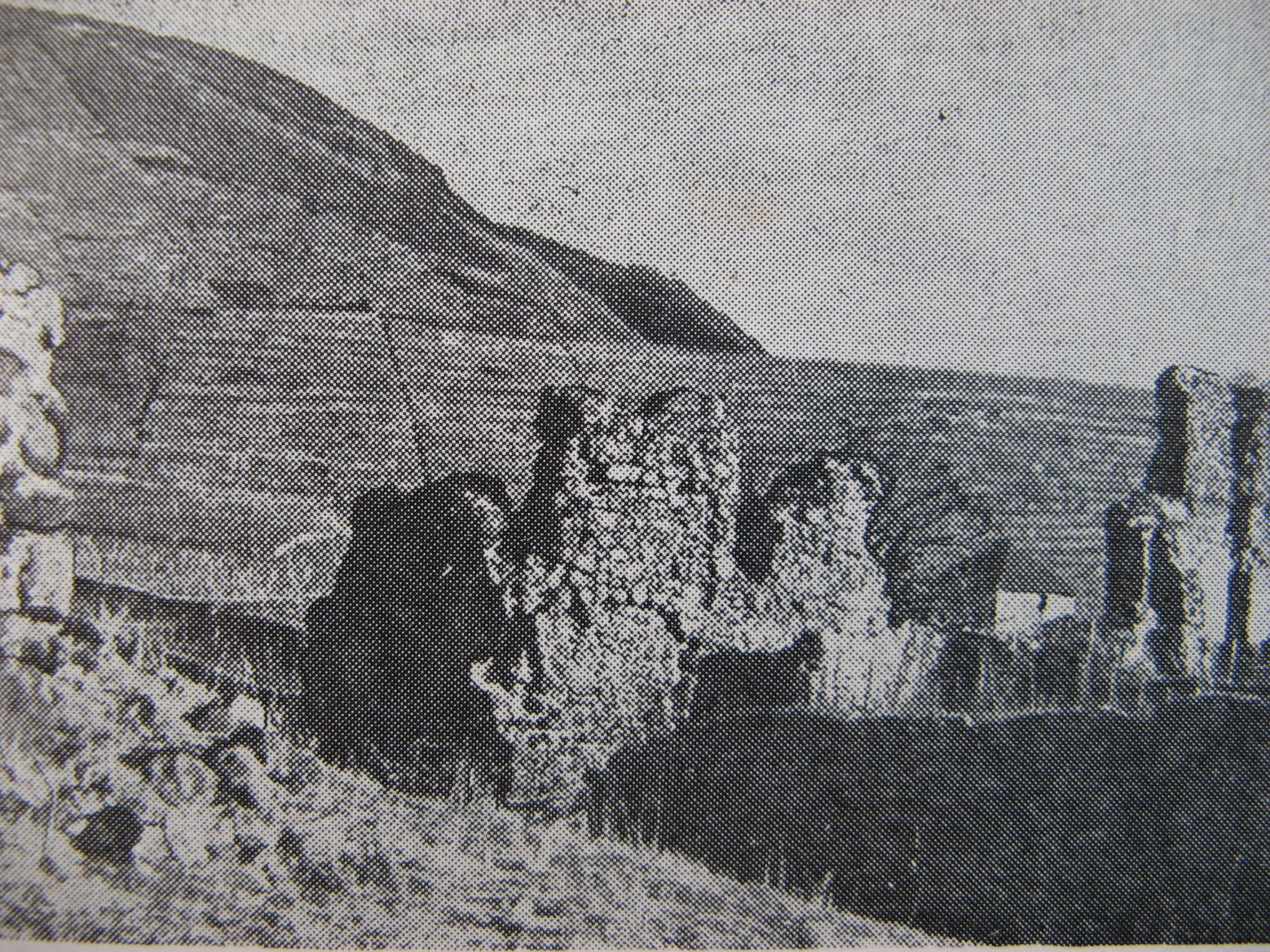
Руины Виноградовского замка (фото 1950-х гг.)
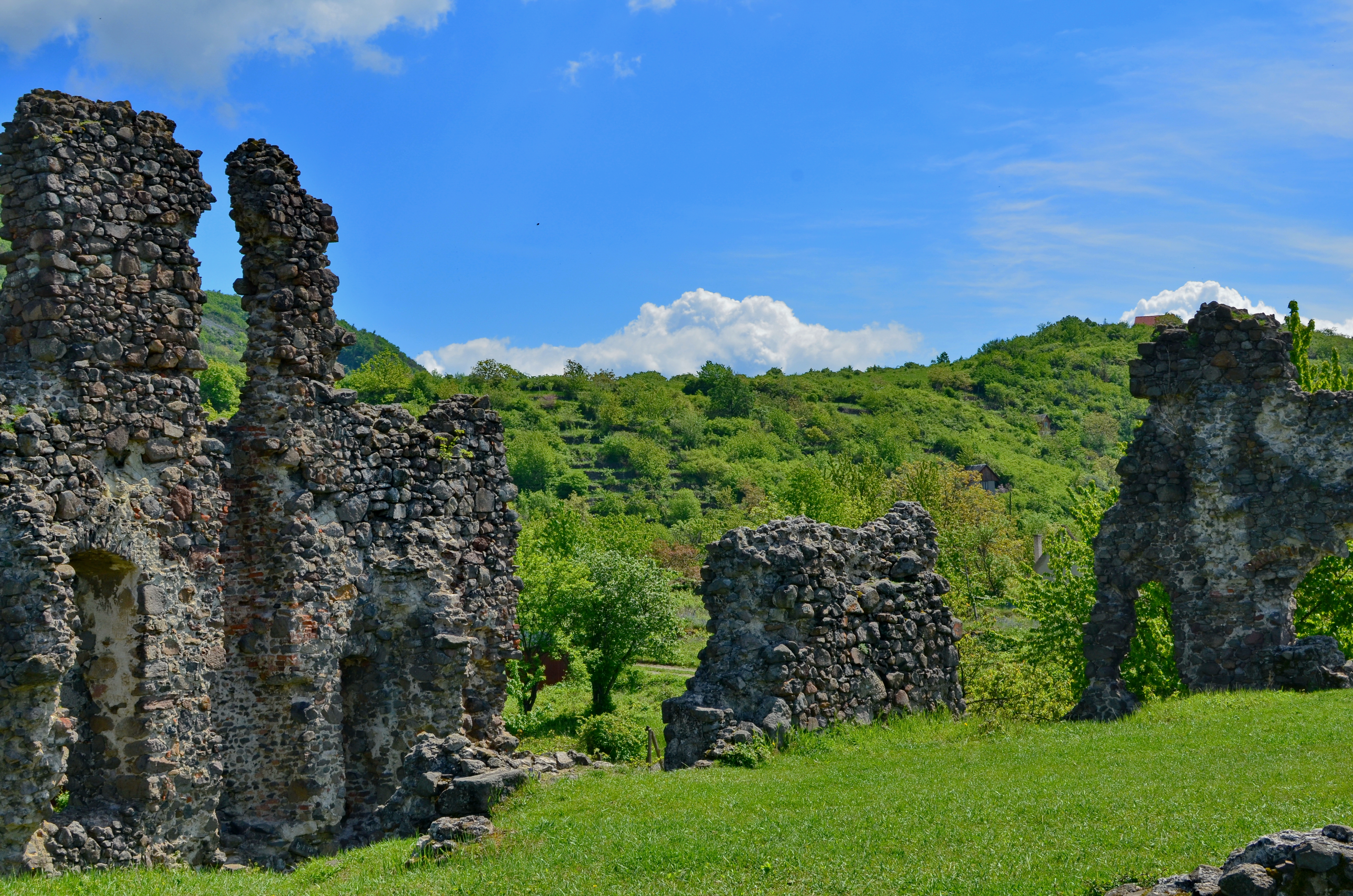
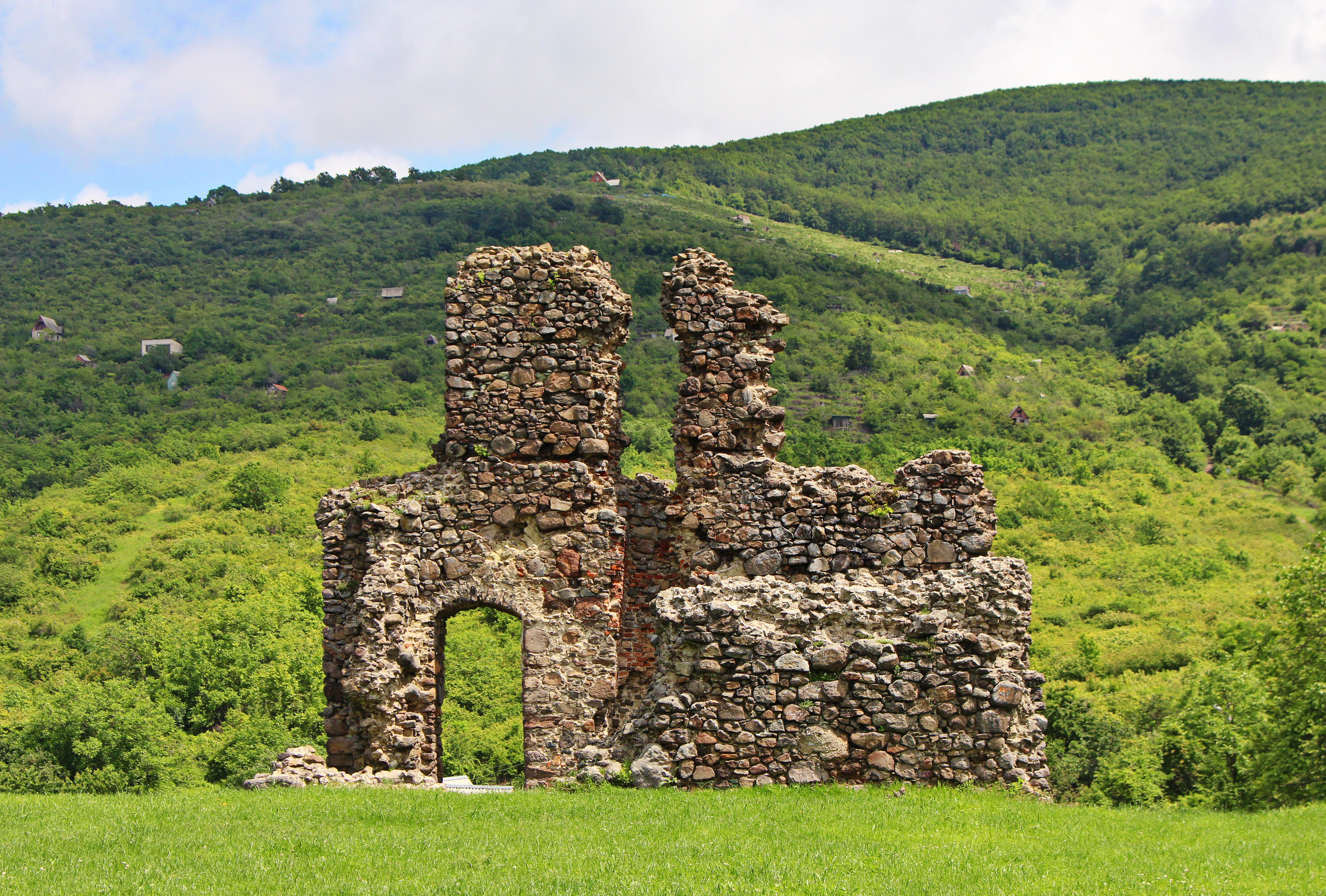
Фрагмент стены, на фоне видно Чёрную гору
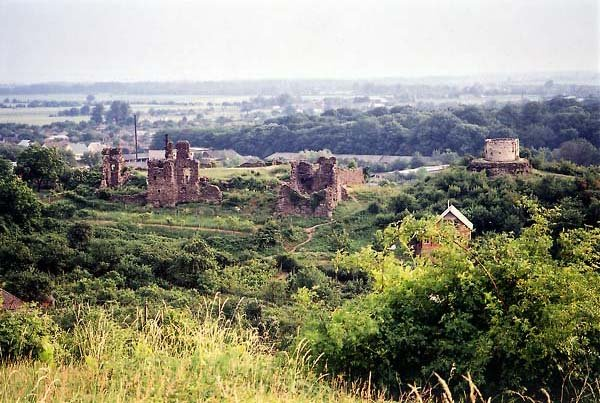
Общий вид руин замка и часовни
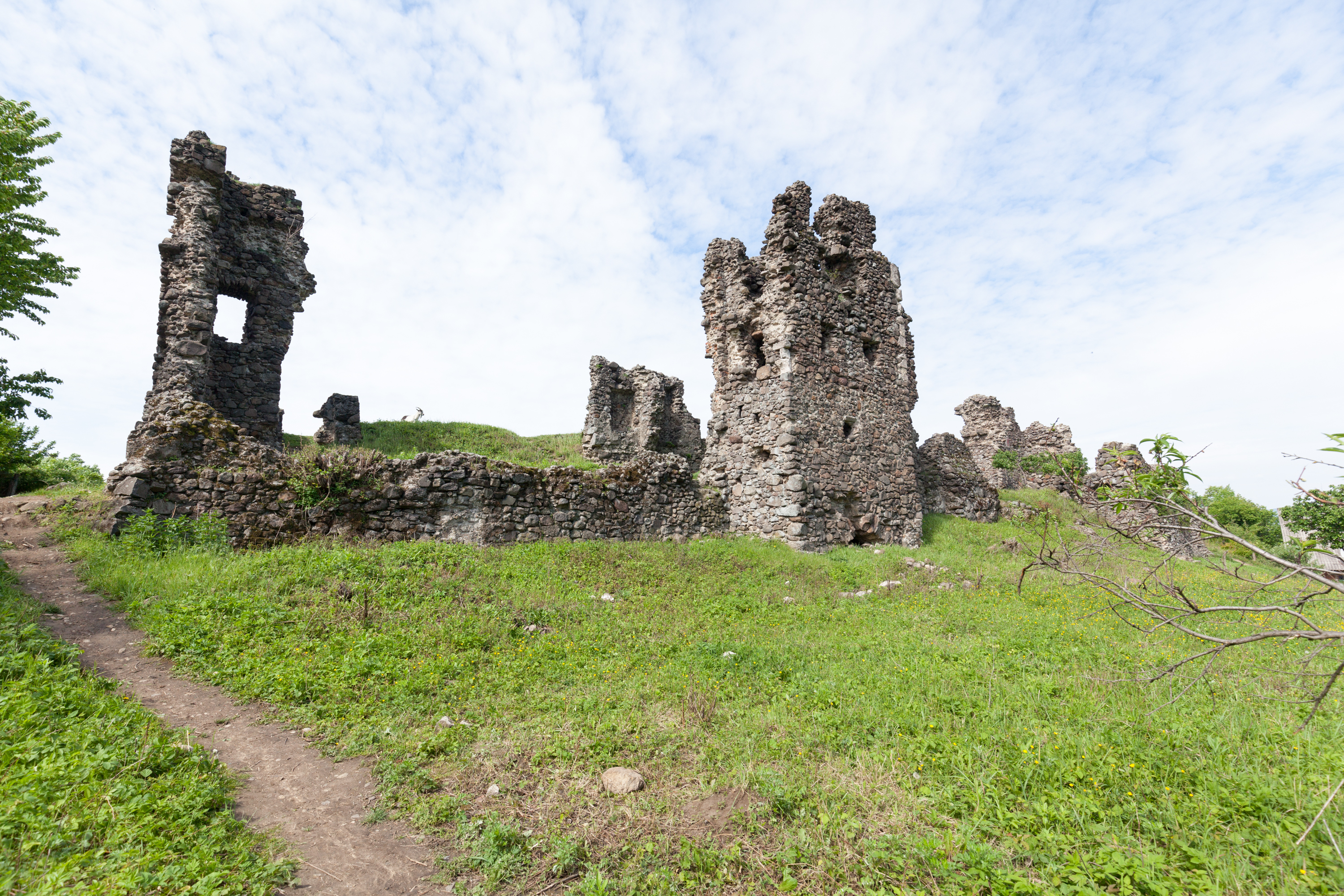
Северо-восточный угол крепости